# Monte Negro (kommun)
Monte Negro är en kommun i Brasilien.   Den ligger i delstaten Rondônia, i den centrala delen av landet, 1 800 km väster om huvudstaden Brasília. Antalet invånare är 14 090.
Omgivningarna runt Monte Negro är huvudsakligen savann. Runt Monte Negro är det glesbefolkat, med 8 invånare per kvadratkilometer.